# Alecsandru Babe
Alecsandru Babe a fost Al 131-lea ministru al Finanțelor Publice ale României între 26 august 1986 și 7 decembrie 1987, succedându-i lui Petre Gigea. 
A obținut titlul de doctor sub coordonarea academicianului Iulian Văcărel.